# The Longing
The Longing est un jeu d'aventure point-and-click de 2020 créé par le développeur indépendant Studio Seufz. Situé dans un royaume souterrain, le joueur contrôle l'Ombre, une créature chargée de surveiller un roi endormi pendant 400 jours. L'Ombre effectue des activités récréatives, notamment la lecture et l'exploration, pendant qu'elle attend les 400 jours en temps réel. Le chronomètre du jeu continue quelles que soient les actions du joueur, mais se déplace plus rapidement si l'Ombre effectue certaines actions à l'intérieur de sa maison, comme décorer les murs avec des dessins.
Le développeur Anselm Pyta conçoit The Longing après avoir entendu la légende de Kyffhäuser lors de sa visite à la grotte de Barberousse. Il cherche à explorer des thèmes émotionnels dans une histoire axée sur le récit et utilise le temps comme mécanisme de jeu. Le développeur s'est inspiré de la musique de Dungeon synth, ce qui l'a aidé à définir l'atmosphère souterraine et le thème de la solitude. Pyta agit en tant que développeur principal pendant la majeure partie des six années de production du jeu, devant s'appuyer sur son intuition personnelle pour concevoir le rythme en raison des difficultés des tests de jeu.
The Longing est publié pour la première fois pour Windows, macOS et Linux le 5 mars 2020. Il est salué pour sa bande-son, ses visuels et sa nature expérimentale, mais le gameplay lent divise les critiques. Le jeu est sorti pendant la pandémie de COVID-19 et de nombreux commentateurs l'ont comparé à la vie en quarantaine. The Longing est finaliste pour le prix Nuovo au Independent Games Festival 2020 et remporte le prix du « meilleur début » au Deutscher Computerspielpreis 2020.

## Gameplay
The Longing est un jeu d'aventure point-and-click qui se déroule dans un royaume souterrain. Le joueur contrôle l'Ombre, une créature solitaire au service d'un vieux roi. Après que le roi s'est endormi pour retrouver ses pouvoirs diminués, l'Ombre est chargée de réveiller son maître après 400 jours en temps réel,. L'Ombre peut explorer des grottes, rassembler des ressources pour meubler sa maison ou effectuer d'autres activités telles que lire de la littérature classique et dessiner,.
L'interaction avec le monde prend beaucoup de temps, la vitesse de marche de l'Ombre étant particulièrement lente. De nombreux aspects du gameplay dépendent du passage du temps, y compris les énigmes qui nécessitent que le joueur attende une certaine période pour progresser. Effectuer des actions à l'intérieur de la maison de l'Ombre accélère le temps qui passe. Par exemple, lire des livres et décorer les murs avec des dessins permet d'accélérer le chronomètre du jeu,.
D'autres mécanismes rappellent les jeux incrémentaux, qui partagent un thème commun : progresser malgré peu ou pas d'interaction, y compris lorsque le jeu est fermé. Le joueur peut faire en sorte que l'Ombre effectue plusieurs tâches sans intervention extérieure, comme lire des livres. Un autre mécanisme appelé « système de signets » est accessible via un menu, et le joueur peut l'utiliser pour demander à l'Ombre de marcher automatiquement vers un emplacement précédemment enregistré, de retourner chez elle ou de se promener au hasard,. Le joueur reçoit une liste de choses à faire pour améliorer la vie de l'Ombre, mais aucune interaction n'est requise pour faire avancer le chronomètre, et il continue même si le jeu n'est pas ouvert. Par conséquent, il est possible de terminer The Longing en démarrant simplement le jeu, en le fermant et en y revenant une fois le temps écoulé. Pour éviter la triche, les joueurs sont envoyés dans un donjon s'ils tentent de contourner la limite de temps en modifiant l'horloge système de leur ordinateur. The Longing propose plusieurs fins, et toutes ne nécessitent pas que le joueur attende les 400 jours,.

## Intrigue
The Longing commence avec un vieux roi informant l'Ombre qu'il dormira pendant 400 jours pour récupérer ses pouvoirs. Une fois ce temps écoulé, l'Ombre pourra réveiller son maître et sera récompensée par « un monde sans désir ». Le roi permet à l'Ombre d'errer dans son royaume souterrain mais l'avertit de ne pas en sortir. En attendant de réveiller le roi, l'Ombre contemple sa propre solitude et réfléchit à la nature de la récompense du roi. Il envisage de quitter le royaume pour le monde extérieur et découvre qu'une sortie existe bien au-dessus de l'endroit où dort le roi.
Si l'Ombre attend les 400 jours et réveille son maître, l'agitation du roi provoque un effondrement. Une fois l'événement terminé, le roi explique qu'il a donné à l'Ombre exactement ce qu'il avait promis et a créé un monde sans désir « en détruisant tout ce qu'il contenait ». Le monde cesse d'exister, et le roi et l'Ombre règnent sur le vide sans fin de l'univers pour l'éternité. Alternativement, si l'Ombre explore suffisamment de grottes proches du monde de la surface, elle découvre une caverne sombre au bord d'un gouffre sans fond. L'Ombre peut soit se suicider en se jetant dans la fosse, soit continuer son chemin pour affronter les Ténèbres, une créature mystérieuse qui ressemble à l'Ombre en apparence. Selon la façon dont le joueur a interagi précédemment avec l'Ombre, soit il se cachera des Ténèbres en fermant les yeux, soit il sera attrapé par la créature et renvoyé chez lui.
Si l'Ombre se cache des Ténèbres et continue de marcher, elle arrive dans une grotte juste sous la surface. Là, l'Ombre a la possibilité d'abandonner le royaume en sortant par un puits. Si l'Ombre décide de partir, elle est extraite du puits soit par un jeune troll, qui la laisse retomber dans le puits et la tue, soit par un homme âgé aveugle, ne se rendant pas compte que quelque chose est remonté du puits, autre que de l'eau. Si l'Ombre est extraite par l'homme, la créature le suit jusqu'à sa maison et se fait servir un dîner par sa famille. Une scène post-crédits montre que le départ de l'Ombre a provoqué la mort du roi.

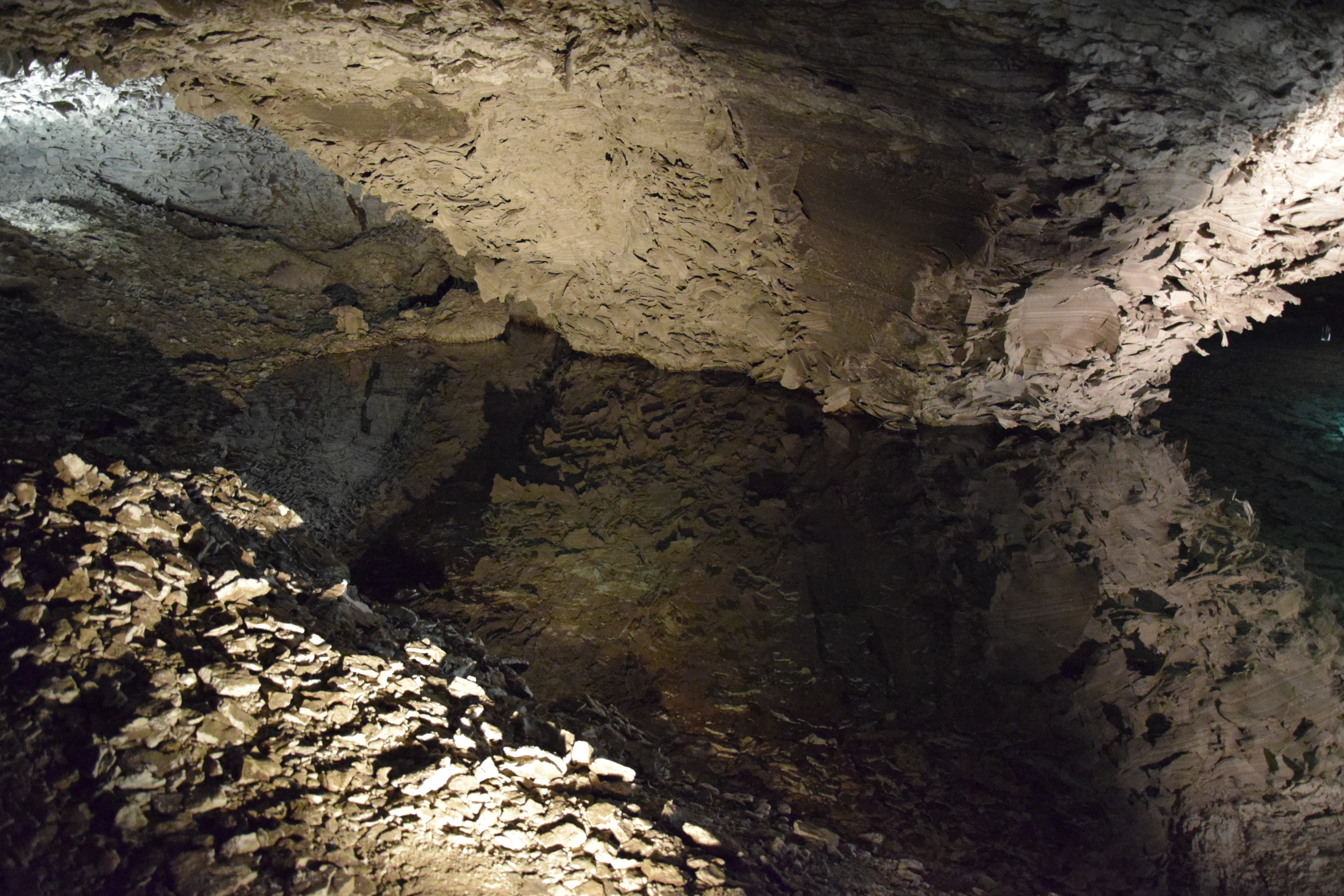
Le développeur Anselm Pyta a été inspiré pour créer The Longing après avoir exploré la grotte de Barberousse.

## Développement et sortie
Le développement de The Longing commencé en 2014 et dure six ans,. Le développeur Anselm Pyta avait une expérience dans la création d'animations Flash publiées sur Newgrounds, jusqu'à ce qu'il cofonde Studio Seufz en 2017. Le concept de The Longing est né de l'expérience de Pyta lors de sa randonnée dans la grotte de Barberousse. Selon la légende de Kyffhäuser,, la grotte abritait un vieux roi qui dormait à l'intérieur pendant des centaines d'années ; un poème connexe mentionne un nain qui vérifiait le roi une fois par siècle pour voir s'il se réveillerait. Perplexe quant à la façon dont le nain vivait sa vie avec tant d'attente, le personnage est resté fidèle à Pyta. Il crée la majeure partie du jeu seul, y compris son art, sa conception sonore et ses mécanismes, mais a reçu de l'aide pour le codage. Il utilise Photoshop pour dessiner les arrière-plans et Adobe Flash pour animer les personnages ; les deux éléments ont été codés et fusionnés dans Unity.
The Longing est influencé par des jeux incrémentaux tels que Clicker Heroes. Bien qu'il ait été impressionné par leur capacité à progresser lorsqu'ils ne sont pas utilisés, Pyta n'aimait pas leur manque de fins. Il cherche à créer un jeu incrémental axé sur l'histoire contenant des éléments de jeux d'aventure avec des enjeux émotionnels. Anselm Pyta s'intéresse particulièrement à l'exploration des mécanismes basés sur le temps et l'attente, estimant que les jeux vidéo sont le seul média capable d'utiliser de manière unique le temps prolongé pour raconter une histoire. Bien que l'attente soit souvent perçue comme quelque chose de négatif par les joueurs, il pense qu'elle pourrait cultiver l'investissement des utilisateurs si elle était associée à une histoire forte,.
Anselm Pyta définit le thème de la solitude de The Longing lorsqu'il était étudiant, déclarant qu'il avait une chambre presque pour lui dans une cave, et l'atmosphère solitaire et souterraine est inspirée par la musique du Dungeon synth. Il imagine trois itinéraires possibles que le joueur pourrait emprunter : attendre que le chronomètre avance sans rien faire, essayer de rendre la vie de l'Ombre confortable pendant les 400 jours, ou abandonner le roi et quitter les grottes. L'attente offre une manière de jouer au jeu sans stress ; obligeant le joueur à résoudre des énigmes et à naviguer dans des grottes de plus en plus dangereuses. Il décrit que le plus grand défi du développement a été de trouver de nouvelles façons d'utiliser le mécanisme d'attente sans trop de répétitions.
L'Ombre est délibérément conçu avec une apparence et une motivation cryptique afin que le public puisse développer ses propres sentiments sur le personnage. En raison de la longue durée du jeu, Pyta a eu des difficultés à le tester et a dû utiliser son intuition personnelle pour rythmer The Longing et s'assurer que les joueurs n'abandonneraient pas. Il réalise que l'empathie entre le joueur et le protagoniste est essentielle pour conserver l'intérêt de l'utilisateur,. Pour montrer aux joueurs que des progrès sont réalisés, il met en place des comportements pour l'Ombre qui changent au fil du temps, comme parler à soi-même et dormir. Des pierres tombant dans la grotte sont ajoutées pour enregistrer le passage du temps au lieu d'un cycle jour-nuit.
Avant son lancement, le jeu est présenté à la PAX West en 2019. The Longing est publié par Application Systems Heidelberg, et publié le 5 mars 2020 sur Steam pour Windows, macOS et Linux,, suivi d'une version pour Nintendo Switch le 14 avril 2021. Le lancement au milieu de la pandémie de COVID-19 provoque des réactions du public qui ont surpris Pyta, pensant que la pandémie permettait au joueur de mieux se connecter avec l'Ombre. Les versions pour Android et iOS sont sortis le 18 décembre 2023,.

## Accueil
L’accueil du jeu a été en grande partie positive. Sur le site Web d'évaluation Metacritic, les versions PC et Switch ont reçu des critiques généralement favorables,. Certains critiques ont salué le postulat expérimental du jeu,. Adventure Gamers le recommandait aux joueurs qui aimaient les gameplay inhabituels ou qui appréciaient les jeux vidéo en tant que forme d'art. PC Gamer en suédois l'a qualifié d'« expérience fascinante » avec beaucoup d'atmosphère. The Washington Post déclare que cela démontre le potentiel des jeux vidéo.
Le gameplay lent divise les critiques. The Washington Post salue la lenteur du jeu, qui permet à l'esprit du joueur de vagabonder, en le comparant aux œuvres du cinéaste Béla Tarr. De même, Hardcore Gamer déclare que l'attrait de l'Ombre aide à passer le temps et permet au joueur de s'habituer naturellement au rythme. D'un autre côté, de nombreux critiques pensaient que les joueurs deviendraient impatients en jouant et que le rythme calme ne conviendrait pas à tout le monde,,. Nintendo Life partage cet avis, et bien que le critique apprécie sa réflexion sur la solitude, il critique les temps d'attente comme étant fastidieux. D'autres critiques apprécient de prendre soin de l'Ombre,, et comparent positivement le protagoniste à l'animal de compagnie virtuel Tamagotchi,,.
La direction artistique de The Longing fait l'objet de commentaires importants. Les journalistes ont décrit l'atmosphère du jeu de diverses manières comme « sombre », « solitaire »  et « étrange ». Les éléments visuels sont soulignés comme un point fort,,. Nintendo World Report déclare que les grottes sont bien dessinées et distinctes. 4Players et Der Spiegel  comparent l'art à celui du dessinateur allemand Walter Moers,. Dans une critique plus médisante, Nintendo Life salué l'art et les sons pour leur audace, mais trouve l'atmosphère ennuyeuse et sans intérêt. La bande sonore reçoit également les éloges des critiques,. Adventure Gamers ont apprécié la musique pour représenter un mélange d'émotions, estimant que les chansons expriment la petite taille de l'Ombre dans un si grand royaume souterrain. De même, The Games Machine estime que le son mélange efficacement le mouvement de l'Ombre avec l'atmosphère générale.
En raison de la sortie du jeu pendant la pandémie de COVID-19, les commentateurs comparent souvent l'expérience du jeu à la vie en quarantaine,,. GamesRadar+ compare The Longing à l'expérience d'un confinement lié au COVID-19, affirmant que cela « résume le mieux la vie pendant la pandémie de 2020 ». Adventure Gamers ont déclaré que la sortie du jeu pendant le confinement rendait le thème de la solitude plus pertinent, renforçant ainsi l'attrait du jeu. Wired écrit que L'Ombre semble vivant d'une manière magique et que The Longing capture le mieux « l'énergie triste et surréaliste du confinement de 2020 ». Le critique estime également que le jeu constitue un refuge contre l'économie de l'attention autour de laquelle s'orientent les jeux commerciaux.
The Longing remporte le prix du « Meilleur début » au Deutscher Computerspielpreis 2020 et est finaliste pour le prix Nuovo au Independent Games Festival 2020.